# Miguel Cobas
Miguel Cobas Obarrio (Avilés, Asturias, España, 14 de julio de 1977) es un exfutbolista español que jugaba de centrocampista. Se formó en la cantera del Real Sporting de Gijón y terminó su carrera en la U. D. Las Palmas en el año 2009, debido a una lesión de rodilla que lo había mantenido durante un año sin jugar.

## Clubes
| Club                       | País   | Año       |
| -------------------------- | ------ | --------- |
| U. D. Gijón Industrial     | España | 1996-1997 |
| Real Sporting de Gijón "B" | España | 1997-1999 |
| Real Sporting de Gijón     | España | 1999-2004 |
| Racing Club de Ferrol      | España | 2004-2006 |
| U. D. Las Palmas           | España | 2006-2009 |